# Bộ Hộ (戶)
Bộ Hộ, bộ thứ 63 có nghĩa là "cửa một cánh" là 1 trong 34 bộ có 4 nét trong số 214 bộ thủ Khang Hy.
Trong Từ điển Khang Hy có 44 chữ (trong số hơn 40.000) được tìm thấy chứa bộ này.

## Tự hình Bộ Hộ (戶)

Giáp cốt văn
Kim văn
Đại triện
Tiểu triện

## Chữ thuộc Bộ Hộ (戶)
| Số nét bổ sung | Chữ                              |
| -------------- | -------------------------------- |
| 0              | 戶/hộ/ 户 戸                     |
| 1              | 戹/ách/                          |
| 3              | 戺/sĩ/ 戻/lệ/ 戼/mão/            |
| 4              | 戽/hố/ 戾/liệt/ 房/phòng/ 所/sở/ |
| 5              | 扁/biên/ 扂/điếm/ 扃/quynh/      |
| 6              | 扄/quynh/ 扅/di/ 扆/ỷ/ 扇/phiến/ |
| 7              | 扈/hỗ/                           |
| 8              | 扉/phi/ 扊/diễm/                 |